# 南海日日
南海日日（なんかいにちにち）は、三重県尾鷲市に本社を置く有限会社南海日日新聞社が発行する地域紙。

## 概要
- 販売エリアは尾鷲市および北牟婁郡紀北町。
- 発行は夕刊のみで紙面はブランケット判1枚の2面構成。
- おもに尾鷲市域の情報を提供している。
- ライバル紙として同じ尾鷲市に本社を置く「有限会社紀勢新聞社」が発行する紀勢新聞がある。

## 沿革
- 1950年（昭和25年）10月1日 - 創刊[1][2]。
- 1953年（昭和28年）11月20日 - 第三種郵便物認可[1]。
- 1973年（昭和48年）4月1日 - 有限会社となる[3]。
- 1973年（昭和48年）5月15日 - 日本国有鉄道特別扱承認（新聞第110号）。
- 1973年（昭和48年）6月24日 - 紙面拡大（B4判に近い寸法からA3判に近い寸法へ）。
- 1974年（昭和49年）5月8日 - 紙面拡大（A3判に近い寸法からブランケット判へ）。